# Zefír

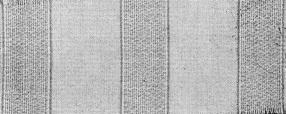
Zefír asi z roku 1925 (světlé pruhy v plátnové, tmavé v krepové vazbě)

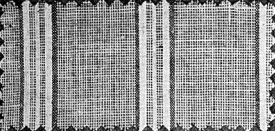
Zefír na košile a halenky (ze stejného období)

Zefír (angl.: zephyr, něm.: Zefir) je obchodní označení pro 
- bavlněnou (příp. směsovou) tkaninu v plátnové vazbě vzorovanou barevnými nitěmi ve tvaru proužků nebo kára.[1]

Běžně se vyrábí z jednoduché příze 17 tex nebo 20 tex v osnově i v útku s dostavou 27 x 21 nebo 30 x 20 nití/cm,  známé jsou take zefíry s jemnějším útkem než osnovou a stejnou dostavou v obou směrech. 
Tkanina se vyznačuje měkkým, splývavým omakem a hladkým povrchem. Některé druhy zefíru se na rubní straně počesávají.  Zboží se používá na košile, halenky a letní šaty.
- jemný mušelín z česané vlny [1]
- ručně pletací příze ze směsi vlny s hedvábím, bavlnou aj. [4]
- velmi jemná příze z česané nebo mykané vlny s nízkým zákrutem. V prvních letech 20. století se používala  na vyšívání a pletení čepic, šálů a pod.[5]
- zefír je také tradiční označení (používané ve 20. století) pro recyklovanou vlnu získanou trháním ručně pletených výrobků[6]